# Церковь в Уэльсе
Церковь в Уэльсе (англ. Church in Wales; валл. Yr Eglwys yng Nghymru) — англиканская церковь в Уэльсе, состоящая из шести диоцезов.
Архиепископ Уэльский не имеет фиксированной архиепископской кафедры, но одновременно является одним из шести епархиальных епископов. Эту должность с 2017 года занимал епископ Суонси и Брекона Джон Дэвис. После его ухода на пенсию в 2021 году некоторые архиепископские функции выполняет Эндрю Джон, епископ Бангора, как старший епископ церкви.
В отличие от Церкви Англии, Церковь Уэльса с 1920 года не является официальной в соответствии с Законом о валлийской церкви 1914 года.
Как провинция Англиканского сообщества, Церковь Уэльса признает архиепископа Кентерберийского первым среди равных, но без каких-либо официальных полномочий. Священник Церкви Уэльса может быть назначен на должности в Церкви Англии, включая Кентерберийский престол; так, бывший архиепископ Кентерберийский Роуэн Уильямс был из Уэльса и до своего назначения в Кентербери служил архиепископом Уэльским.